# Tề Lỗ
Tề Lỗ là một xã thuộc huyện Yên Lạc, tỉnh Vĩnh Phúc, Việt Nam.
Xã có diện tích 4,02 km², dân số năm 1999 là 6.270 người, mật độ dân số đạt 1.560 người/km².
Tề Lỗ là một vùng quê giàu có của huyện Yên Lạc với làng nghề sửa chữa và mua bán các thiết bị, phụ tùng của các loại máy móc, xe ô tô.